# ماگنوسور
ماگنوسور (نام علمی: Magnosaurus) نام یک سرده از راسته خزنده‌کفلان است.